# Stelis werneri
Stelis werneri är en orkidéart som beskrevs av Rudolf Schlechter. Stelis werneri ingår i släktet Stelis och familjen orkidéer. Inga underarter finns listade i Catalogue of Life.